# Gregory (Dakota du Sud)
Pour les articles homonymes, voir Gregory.
Gregory est une municipalité américaine située dans le comté de Gregory, dans l'État du Dakota du Sud. Selon le recensement de 2010, elle compte 1 295 habitants. La municipalité s'étend sur 1,71 milles carrés (4,43 km2).
La ville est fondée en 1904 lors de l'ouverture de la réserve indienne de Rosebud à l'installation des blancs. Elle prend le nom de son comté.

## Démographie
| 1910  | 1920  | 1930  | 1940  | 1950  | 1960  |
| ----- | ----- | ----- | ----- | ----- | ----- |
| 1 142 | 1 067 | 1 034 | 1 246 | 1 375 | 1 478 |

| 1970  | 1980  | 1990  | 2000  | 2010  | - |
| ----- | ----- | ----- | ----- | ----- | - |
| 1 756 | 1 503 | 1 486 | 1 342 | 1 295 | - |